# Andrée Brunin
Andrée Brunin (La Madeleine, 13 februari 1937 – Bavinkhove, 1 april 1993) was een Frans schrijfster en dichter.

## Werken
- La pensée (kinderboek)
- Histoire du petit bonnet (kinderboek)
- Recueil de chansons de colonies.
- La pluie verse des larmes d’argent (roman)
- Fille du Vent (gedichten, 2003)

## Discographie
- CD Fille du Vent, Marieke chante Brunin, Westland Music Inc., 2025

## Bibliographie
- Jill Anderson (Université de Melbourne), Andrée Brunin, une voix de la Flandre française in Annales du Comité flamand de France, 2000
- Geneviève Brunel-Lobrichon (Université de Paris-Sorbonne), Échos et profondeurs : des trouvères aux poètes de Flandre in Annales du Comité flamand de France, 2008
- Christine Duthoit, Femmes dans l'histoire : Hauts-de-France, éditions Sutton, 2017
- Christine Duthoit, Le Nord : patrimoine insolite (chapitre : La maison du vent à Bavinchove), éditions Sutton, 2020
- Damien Top, L'invisible présence d'Andrée Brunin, Visages d'écrivains, Fédération des Maisons d’Écrivains et des Patrimoines Littéraires, 2023
- Damien Top, Andrée Brunin, le vent de la liberté, Livr’arbitres n°45, mars 2024
- Damien Top, La curiosité en éveil d'Andrée Brunin, Plumes de sciences, Fédération des Maisons d’Écrivains et des Patrimoines Littéraires, 2025

- Bibliothèque nationale de France: cb148523233 (data)
- Gemeinsame Normdatei: 1069005444
- International Standard Name Identifier: 0000 0000 0341 0751
- SNAC: w6vx87q7
- Virtual International Authority File: 39645679
- WorldCat: E39PBJw4CCMkrYVtBC9r3PWCcP